# Jahir Barraza
Jahir Alejandro Barraza Flores (Delicias, 17 settembre 1990) è un calciatore messicano, attaccante svincolato.

## Caratteristiche tecniche
Mancino, viene generalmente utilizzato come ala sinistra o come seconda punta.

## Carriera
Comincia a giocare a calcio all'età di 4 anni in una squadra della sua città, il Vencedores de Delicias. Passa poi alle giovanili dei Dorados, e nel 2008 viene messo sotto contratto dall'Atlas, dove è inizialmente impiegato con le squadre riserve e giovanili. Debutta in prima squadra il 16 aprile 2011, nella trasferta contro il Pachuca, sostituendo Lúcio Flávio al 62º. Alla giornata successiva va già in goal, segnando il 2-0 che chiude la partita contro i Jaguares dopo aver sostituito Alfredo Moreno. Nell'Apertura 2011 vede il campo con una certa regolarità (12 partite su 17) e ottiene anche la sua prima maglia da titolare alla terza giornata in casa contro i Gallos Blancos (partita vinta per 3-0). Alla 13ª giornata torna al goal, realizzando addirittura una doppietta nella vittoriosa trasferta contro i Pumas UNAM campioni in carica (1-4 il risultato): suoi l'1-2 e l'1-3. Segna di nuovo alla giornata successiva contro il Monarcas Morelia, aprendo il risultato (1-1 finale) e chiude il torneo da titolare fisso.
Nel Clausura parte titolare, ma a seguito di alcune prestazioni poco brillanti torna in panchina, giocando comunque 16 partite complessive, senza però andare in rete. Il 4 febbraio suo fratello Julio Alberto viene ucciso in un agguato in un bar di Chihuahua mentre stava suonando assieme alla sua band La Quinta Banda. È a lui che Jahir dedica la convocazione nella selezione nazionale preolimpica che deve qualificarsi per Londra 2012. Poco tempo dopo viene escluso dalla squadra assieme al compagno Ricardo Bocanegra per aver infranto il regolamento interno del club, essendo stati visti in un locale di notte mentre erano con la selezione preolimpica. 3 giorni dopo, su richiesta dei compagni di squadra, i due giocatori vengono reintegrati in rosa. Nell'Apertura 2012 in cambio ottiene solo 7 presenze (una sola da titolare), anche se trova la via del goal nel pareggio alla settima giornata contro il Monterrey.

## Statistiche

### Presenze e reti nei club
Aggiornate al 17 dicembre 2012.
| Stagione  | Squadra | Campionato | Campionato | Campionato | Coppe nazionali | Coppe nazionali | Coppe nazionali | Coppe continentali | Coppe continentali | Coppe continentali | Totale | Totale |
| Stagione  | Squadra | Comp       | Pres       | Reti       | Comp            | Pres            | Reti            | Comp               | Pres               | Reti               | Pres   | Reti   |
| --------- | ------- | ---------- | ---------- | ---------- | --------------- | --------------- | --------------- | ------------------ | ------------------ | ------------------ | ------ | ------ |
| 2008-2009 | Atlas   | LA+SD+TD   | 4+12+11    | 0+4+8      | IL              | 0               | 0               | -                  | -                  | -                  | 27     | 12     |
| 2009-2010 | Atlas   | SD         | 18         | 14         | -               | -               | -               | -                  | -                  | -                  | 18     | 14     |
| 2010-2011 | Atlas   | PD+SD      | 2+10       | 1+6        | -               | -               | -               | -                  | -                  | -                  | 12     | 7      |
| 2011-2012 | Atlas   | PD         | 28         | 3          | -               | -               | -               | -                  | -                  | -                  | 28     | 3      |
| 2012-2013 | Atlas   | PD         | 7          | 1          | MX              | 6               | 4               | -                  | -                  | -                  | 13     | 5      |
| Totale    | Totale  | Totale     | 92         | 37         |                 | 6               | 4               |                    | -                  | -                  | 98     | 41     |